# Vicente Cervantes
Vicente Cervantes Mendo (Zafra, Província de Badajoz, 1758 — México, 1829) foi um botânico espanhol.